# Poromitra coronata
Poromitra coronata är en fiskart som först beskrevs av John Dow Fisher Gilchrist och Von Bonde 1924.  Poromitra coronata ingår i släktet Poromitra och familjen Melamphaidae. Inga underarter finns listade i Catalogue of Life.